# Études d'Hélène de Montgeroult
Pour les articles homonymes, voir Étude (musique).
Les Études d'Hélène de Montgeroult représentent 114 pièces pédagogiques pour le piano. Leur composition s'étend de 1788 à 1812. L'ensemble est publié dans le monumental — plus de 700 pages — Cours complet pour l'enseignement du forte-piano conduisant progressivement des premiers éléments aux plus grandes difficultés, en trois volumes, les Études occupant les volumes nos 2 et 3. Elles sont numérotées de 14 à 127 dans le catalogue dit « JD » des œuvres de Montgeroult, établi par le musicologue français Jérôme Dorival. 
L'importance historique du Cours complet — dont les 114 études constituent la partie la plus importante — commence à se faire jour avec les travaux de Jérôme Dorival, qui a écrit une biographie d'Hélène de Montgeroult parue en 2006. En outre, il promeut son œuvre par la création d'une maison d'édition musicale dévolue à la publication de ses partitions. Quelques interprètes jouent aujourd'hui les études de Montgeroult (ou d'autres œuvres), en concert (François-Frédéric Guy, Ilya Rachkovsky, Marcia Hadjimarkos) ou pour le disque (Bruno Robilliard, Edna Stern).

## Présentation

### Histoire
Hélène de Montgeroult a vingt-quatre ans en 1788, lorsqu'elle commence la rédaction de son Cours complet, pour un de ses élèves, le virtuose Johann Baptist Cramer (également élève au piano de Schroeter et Clementi) qui voulait des études originales ; elle l'achève en 1812 — à quarante-huit ans. La publication chez un libraire, Pelicier [s.d.], Place du Palais Royal et chez Janet & Cotelle pour le volume 3 (entre 1812, ou 1814 et 1820,, selon les sources et sans doute en raison de plusieurs impressions successives), nécessite trois volumes in-folio. Le premier volume, outre l'introduction, une table des termes italiens, contient les 972 exercices. Les études occupent les deux derniers, divisées en deux groupes de 70 études intermédiaires et de 44 études complémentaires. Le volume trois contient également d'autres œuvres : des variations, trois fugues, un canon et une fantaisie en sol mineur. Grétry a fait l'éloge des fugues de Mongeroult dès 1800, les disant supérieures à celles de Haendel.
Louis de Trémont rapporte les circonstances : 

« Un grand ouvrage fut de sa part le résultat d'une grande amitié. Elle avait proposé à un ami qui passait ses étés chez elle à la campagne,, de changer l'étude du piano contre celle de l'anglais. Il accepta avec empressement, mais sous conditions auxquelles elle voulut bien souscrire. « Je m'y mettrai de suite et d'intérêt, lui dit-il, qu'autant que vous avez la bonté de composer exprès pour moi les leçons d'après lesquelles je devrais travailler, et que je vous donnerais l'application écrite de leurs différents caractères et de leur progression, de manière à abréger le plus possible les études d'un élève qui n'est plus un enfant. »

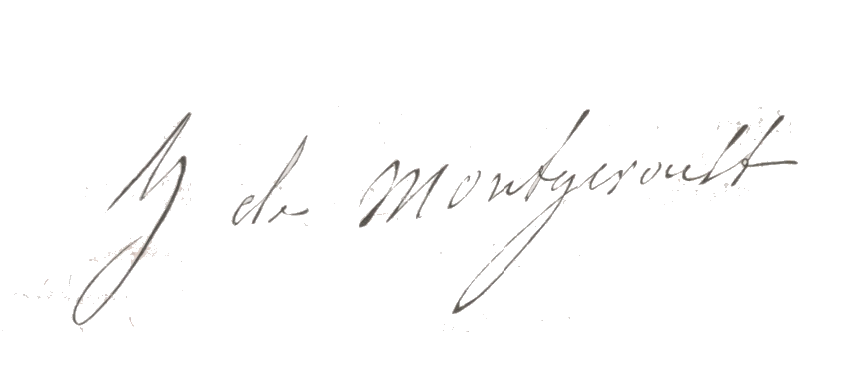
Signature d'Hélène de Montgeroult sur l'exemplaire du cours complet de la BnF.

Nommée professeur de piano au Conservatoire de Paris (classe de piano hommes), dès sa création en 1795, Montgeroult démissionne en janvier 1798. Les raisons invoquées publiquement étant des problèmes de santé, mais peut-être est-ce la concurrence et le choix de confier la rédaction d'une méthode officielle à un autre professeur, Jean-Louis Adam plutôt qu'à elle — la rédaction du Cours complet étant déjà bien avancée — qui motive son départ. Certains passages de la préface du Cours complet le laissent à penser. Cet abandon de la vie de l'institution, n’empêche pas Hélène de Montgeroult de poursuivre son œuvre et ses cours particuliers. Après sa parution Sarrette — le fondateur et directeur du Conservatoire — en dépit de la méthode officielle, préconise le Cours complet à ses élèves. 
Ses amis musiciens portent pour nom Rode, Baillot, Méhul, Gossec et Viotti. Elle n'usurpe certainement pas le qualificatif de « meilleur pianiste de son temps »,.

### Instrument

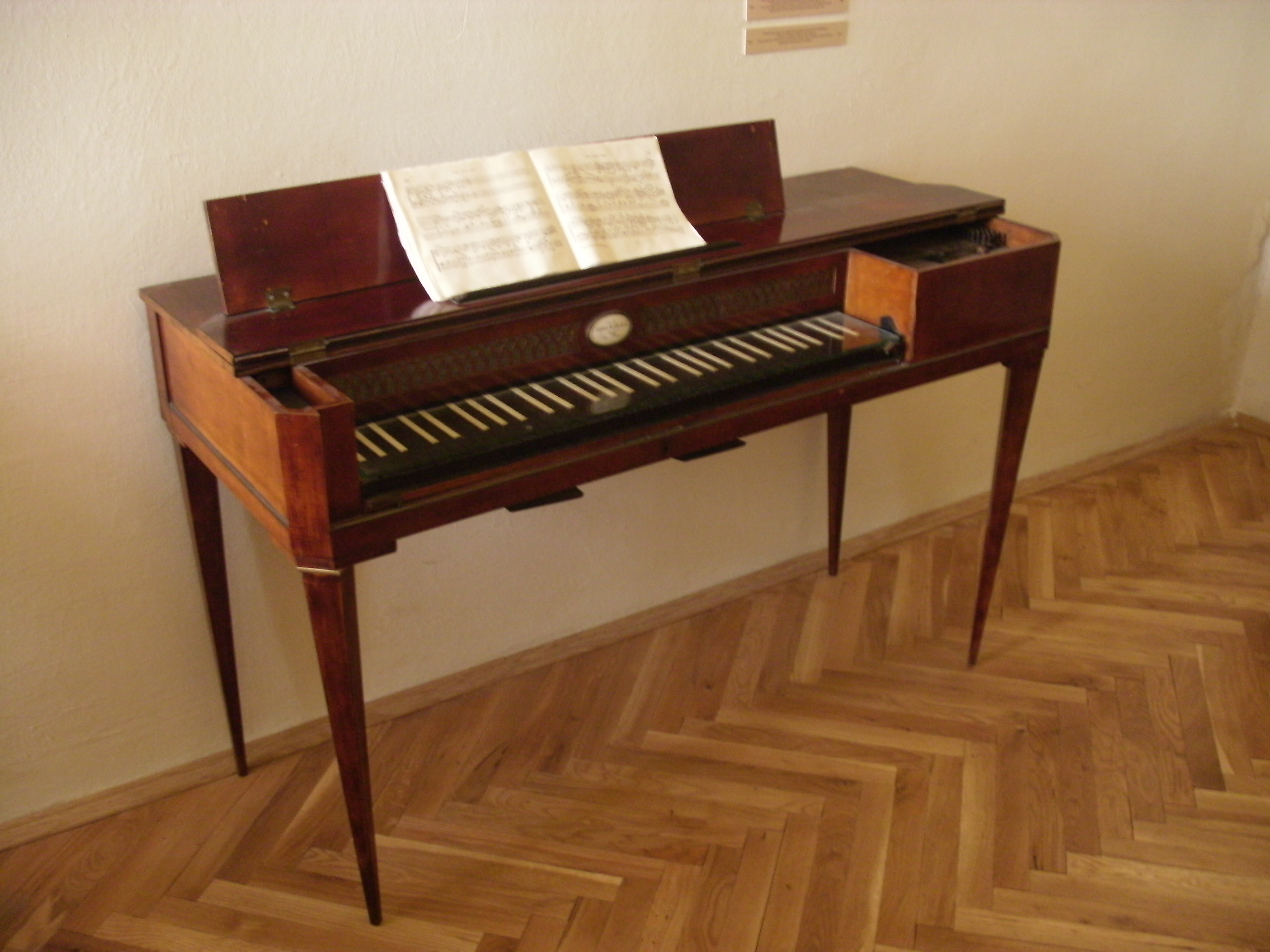
Piano-forte de cinq octaves de fa à fa. Remarquez l'absence de pédales, les étouffoirs s’actionnant du genou.

L'instrument auquel se destine les études est le piano-forte. Son évolution est sensible entre 1795 et 1830, le terme même de piano triomphant au début du siècle. Cette évolution est sensible dans la mécanique d'Érard (double échappement, 1808 perfectionné en 1821), Pape, Pleyel à partir de 1807, mais surtout dans l’ambitus du clavier qui ne cesse de s'étendre jusque passé le milieu du XIXe siècle et quelques notes encore à la fin du XIXe siècle. Dans la période de la fin du XVIIIe siècle, l'étendue du clavier passe de cinq octaves, à six vers 1805 (Érard), puis six-et-demi avant 1825. 
Les études nos 74, 76 et 91, marquant un dépassement des cinq octaves, peuvent donc être plus tardives, alors que beaucoup d'autres sont très certainement déjà écrites avant 1791.

### Musique
Hélène de Montgeroult compose ces études avec une intention musicale et non plus de simples exercices comme le premier volume : « la musique y occupe une place majoritaire dans les volumes 2 et 3, ne laissant à la technique qu'une part plus modeste ». La marquise s'y montre « une artiste novatrice, sensible et inspirée ». L'audition de certaines études rendent cette remarque évidente. Chaque étude est précédée d'un texte didactique intitulé observations, qui décrit le but recherché dans l'étude, son sens et donne des conseils sur les défauts à éviter, liant toujours soigneusement l'esprit de la musique et l'élément technique traité. Ces observations « montrent le prix qu'elle leur attache, la valeur intellectuelle et sensible qu'elle leur donne ».
Ces textes sont sources d'informations précieuses et rendent compte notamment de nombre d'antériorités de préoccupations stylistiques (chant, rubato…) ou dans la technique pianistique (jeu sur les touches noires, doigts longs) qui, aux yeux des musicologues, est plutôt fixée avec Chopin et Schumann qu'avec une pianiste née au XVIIIe siècle, cinquante ans avant la génération de 1810. En fait « elle invente des formules d'accompagnement qui vont être extrêmement présentes à l'époque romantique ».
Le texte musical, en lui-même, livre de curieux « plagia par anticipation », comme le dit J. Dorival, de Schubert (no 55), Beethoven (no 110), Chopin (no 107), Schumann et même Brahms (no 104). En revanche, la connaissance, l'assimilation profonde du Clavier bien tempéré de Jean-Sébastien Bach (nos 19, 25 et 106), semblent elles aussi transparaître, à une époque où les premières partitions du cantor ne sont soit pas encore diffusées par les éditeurs, soit le sont à peine. Ce mystère s'explique dans sa propre formation pianistique avec Nicolas-Joseph Hüllmandel, installé à Paris vers 1776 et avec Dussek, disciples l'un et l'autre de Carl Philipp Emanuel Bach, l'un des fils aînés de Bach, auteur d'un célèbre Essai sur la véritable manière de jouer les instruments à clavier (1753 et 1762, rééd. 1787 et 1797).
| compositeur | études                                                                            | note |
| ----------- | --------------------------------------------------------------------------------- | ---- |
| Bach        | 7, 11, 19, 25, 48. D'une manière plus distanciée : 16, 48, 69, 75, 103, 105, 106. | [26] |
| Beethoven   | 110                                                                               |      |
| Brahms      | 104                                                                               |      |
| Chopin      | 39, 107                                                                           |      |
| Mendelssohn | 66                                                                                |      |
| Schubert    | 55                                                                                |      |

## Réception
La réception de l'œuvre pédagogique d'Hélène de Montgeroult, et donc des études, semble s'éteindre rapidement en raison « de son retrait des institutions musicales de son temps » notamment, de la cherté des trois impressionnants volumes et surtout des brillantes œuvres naissant avec la période romantique, c'est-à-dire à partir de 1830. Peut-être aussi l'absence de titres tels que nocturne ou intermezzo aurait facilité leur survivance au répertoire.
Une étude plus poussée démontre une filiation et de curieuses ressemblances évoquées plus haut. Pour ce qui est de la filiation, les travaux de J. Dorival mettent en lumière les emprunts où son nom n'est pas cité, ou les inversions d'influence — voir par exemple pour Cramer, les études 66 et 92 et de nombreuses autres ; indiquant même que Cramer a en quelque sorte réalisé l'idéal pianistique du Cours Complet de Montgeroult. 
Le musicologue accumule les curieuses ressemblances et, par recoupement, la quasi-certitude que, par exemple, Schumann connaissait la méthode de Montgeroult, puisque le père de Clara, Friedrich Wieck, l'un des plus célèbres professeurs de piano à l'époque, l'utilisait (une édition allemande des « études intermédiaires » est parue à Hambourg chez Cranz, vers 1830 et Wieck et sa fille, âgée de treize ans, visitent Paris de fin février à mi-avril 1831 ; six mois après l'arrivée de Chopin et où se trouve également Mendelssohn et Liszt — Paris, capitale du piano). Maria Szymanowska (1789–1831) et Marie Bigot (1786–1820) — qui donne des cours aux enfants Mendelssohn — l'utilisent elles aussi ; et Sigismund Thalberg (1812–1871) dans son Art du chant appliqué au piano (1853), recopie des passages entiers du Cours complet.
Fétis considère l'œuvre à l'égal de ceux de Clementi, Dussek et Cramer.

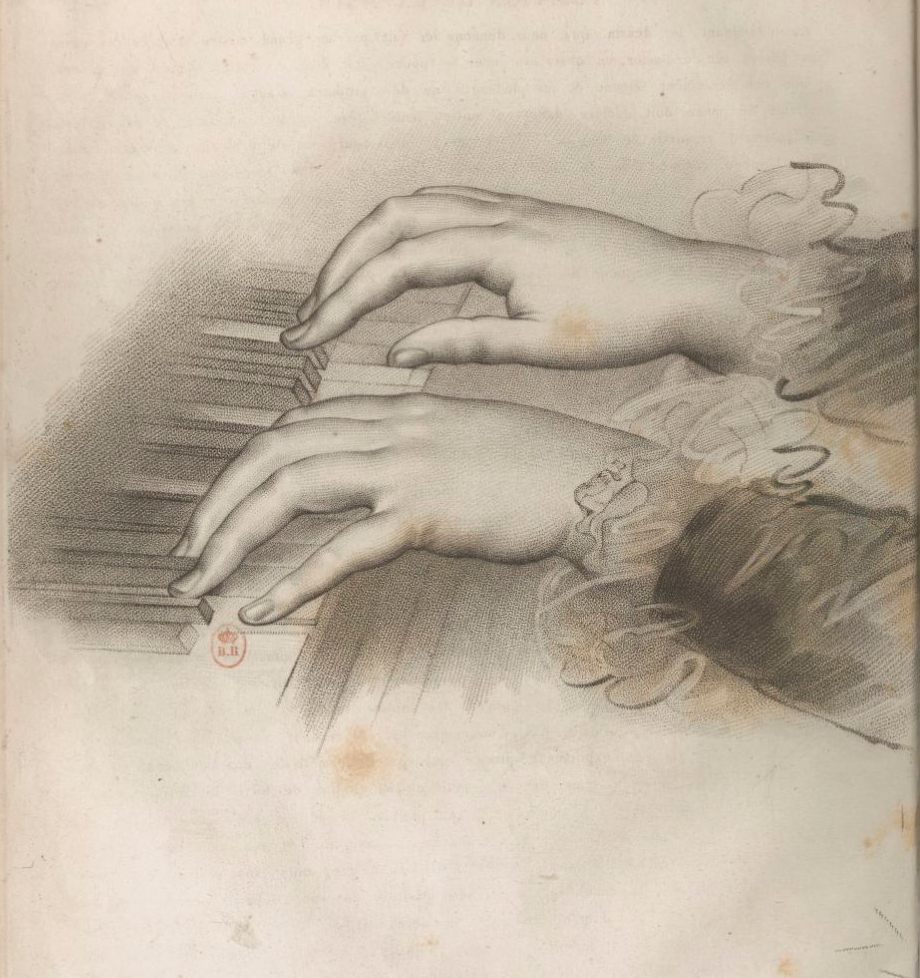
La position des mains sur le clavier. Gravure du Cours complet, jointe à l'introduction du premier volume. Dessin de Girodet.

Antoine-François Marmontel témoigne également de ses études pianistiques guidées par le cours de Montgeroult : 

« C’est avec la méthode de Mme de Montgeroult que j’ai commencé, il y a plus de cinquante ans, l’étude du piano. Cette date pourrait faire croire que la partie théorique et les considérations esthétiques en sont entièrement surannées. Il n’en est rien cependant. »

Sachant que ce pédagogue a été le maître d'« une descendance fastueuse » : Georges Bizet (1848–1851), Vincent d'Indy, Théodore Dubois, Louis Diémer, Francis Planté, Claude Debussy et Isaac Albéniz (1867), il est facile d'en déduire l'impact direct sur presque toute l'école du piano français, jusqu'à Alfred Cortot, Lazare-Lévy, Yves Nat, Marguerite Long, parce que tous élèves de Diémer. Dans son ouvrage, Les pianistes, Marmontel écrit sur le Cours complet qu'il...

« renferme non seulement de nombreuses formules de mécanisme et tout l'arsenal des traits qui forment la base d'une bonne exécution, mais encore les principes d'accentuation, d'ornementation et de goût, étudiés avec un sentiment parfait de l'esprit d'éclectisme qui convient à une méthode pratique condensant  et résumant les progrès accomplis. Les chapitres spéciaux traitant de la sonorité, des notes de goût, de l'expression, sont écrits avec un soin minutieux et offrent des bases excellentes à l'observation des maîtres comme à celle des élèves. »

## Le Cours complet

### Préface
Les textes précédant les exercices du premier volume du Cours complet sont assez concis : quinze pages, contenant préface et avertissement, avec les tables sur les mouvements. Après la préface (sur quatre pages), les autres pages concernent, plus pratiquement, l'explication du plan de l'ouvrage, le choix de l'instrument, la position du corps et de la main.
En seulement quatre pages, Hélène de Montgeroult nous confie sa problématique et les résolutions techniques qu'elle propose. D'abord, elle nous confie ses observations sur l'enseignement : « le mode actuel d'enseignement du piano, et sur le genre d'exécution qui en résulte, nous ont démontré que ce mode était vicieux. » Prenant comme perfection le chant, elle pose la question : « comment rendre ces accents, ces nuances innombrables si nécessaires à l'expression sur un clavier qui ne peut soutenir les sons, et qui a tout dit quand la note a résonné ? ici l'illusion doit venir au secours de la réalité. » Poursuivant l'analogie, elle prend la respiration du chanteur pour modèle : « on trouvera que la main droite, qui joue la partie du chant, peut être comparée au chanteur et la main gauche à l'orchestre qui accompagne », invitant l'élève à chanter lui-même pour mieux comprendre l'imitation.
Elle recentre ensuite son discours sur le public pour lequel est destiné l'ouvrage : « Notre but, en publiant cet ouvrage, est de procurer à quelques jeunes artistes qui n'ont pas les moyens d'obtenir de bonnes leçons, une existence honorable, les aidant à sortir de la route si facile et si défectueuse de ce qu'on nomme aujourd'hui talent d'exécution. »
Pour finir, elle évoque le tribut des grands musiciens, des grands maîtres de l'art : « il resterait beaucoup de choses à dire sur la musique instrumentale en général, et sur les riches innovations que deux hommes de génie, Haydn et Mozart y ont introduites, mais dont leurs imitateurs ont abusé. Privés de ce feu créateur qui donne de la vie à tout, ils ont produit une musique sans variété, sans expression et sans effets. C'est bien plutôt avec des masses qu'avec des détails qu'on obtient la diversité. […] L'élève pour ne pas gâter son goût se gardera donc d'étudier indistinctement toute espèce de musique : celle d'Haendel est la plus propre à perfectionner et à former l'oreille aux combinaisons de la science musicale ; celle de Clementi, Cramer, de Dussek offre aussi ces avantages et fournit au goût d'excellents modèles. »

### Observations

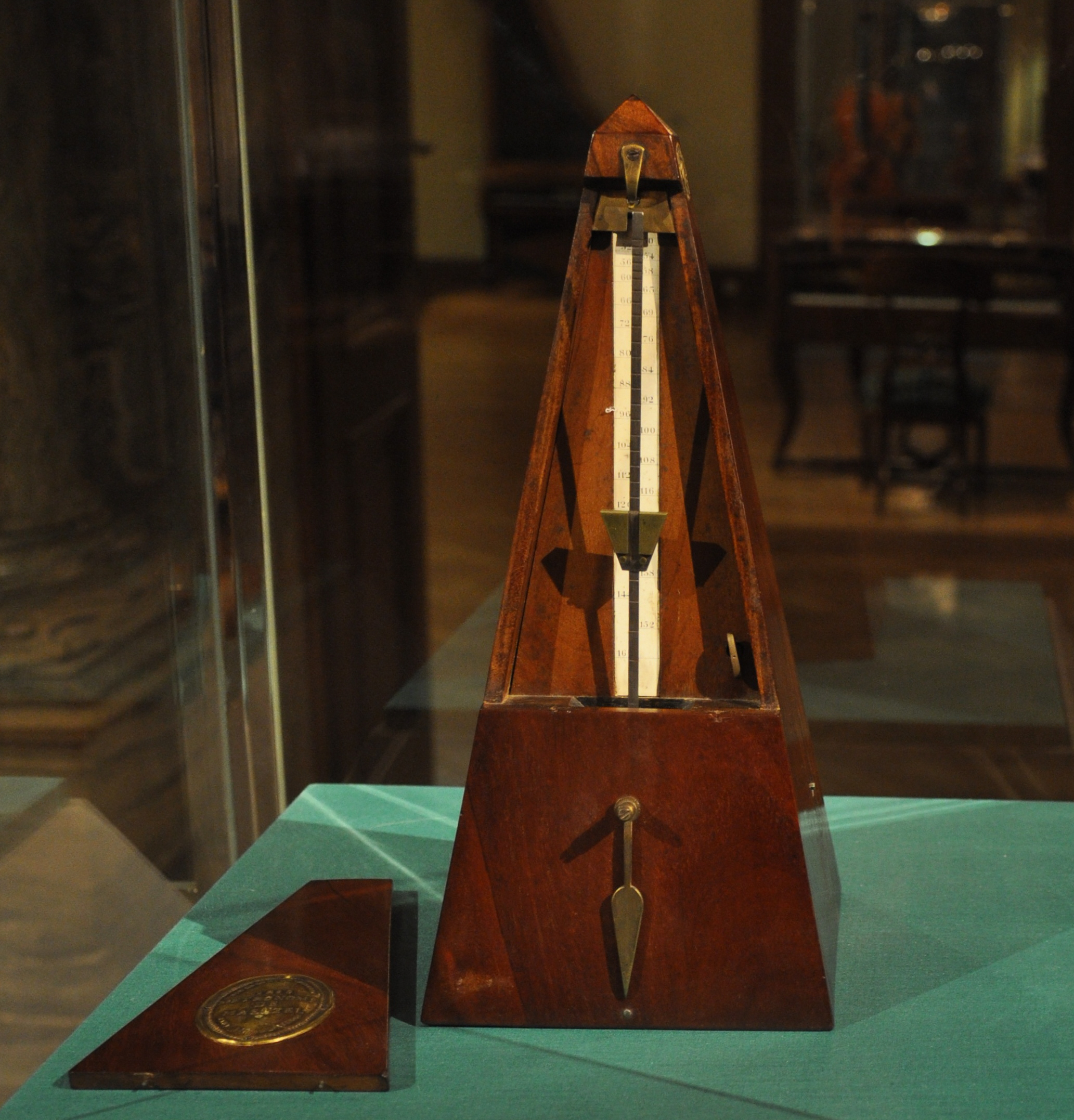
Un métronome de Mälzel datant de 1815.

Des observations, rédigées par Hélène de Montgeroult, sont reproduites de courtes citations au fil des études, lorsqu’elle prend soin d'indiquer le sens de l'étude qui suit à l'étudiant, mais plus particulièrement ses préoccupations musicales générales, qui laissent transparaître sa conception de l'interprétation et de la musicalité.
Chaque exemple musical présente les premières mesures de l'étude — ou éventuellement la fin de celle-ci ; parfois un second extrait, si l'étude est en plusieurs parties. Dans certains cas, est présenté un extrait d'autres compositeurs, pour mieux pouvoir observer et écouter les ressemblances que la partition rend à l'évidence. Pour ne pas surcharger les exemples, les doigtés de Montgeroult figurant dans l'original n'ont pas été retranscrits. En revanche, l'indication du métronome de Mälzel a été maintenue (sauf dans quelques cas), même si elle est manifestement trop rapide.

## Contenu

### Étude 1
Étude en la majeur. « Étude des deux mains pour les faire marcher ensemble ». JD 14, 35 mesures.
Dans les traits où les mains « sont à l'unisson, le principal soin de l'élève doit être de passer le pouce d'une manière insensible, afin d'éviter une coupure désagréable dans le trait ». Après avoir recommandé la position des doigts, elle explique la méthode de travail préparatoire, tout en insistant sur le but : l'égalité et non la vitesse : « L'élève commencera par étudier le morceau lentement, en appuyant sur chaque note, et si, quand il jouera Allegro, l'accord des mains cessait, il le ralentirait aussitôt ». 

### Étude 2
Étude en ut majeur. « Étude de la main droite qui accompagne la gauche ». JD 15, 19 mesures.

### Étude 3
Étude en ut majeur. « Pour faire une batterie sous un chant ». JD 16, 24 mesures.
Après avoir rappelé que les exercices sont exempts de deux éléments : jouer un morceau plus long et « commencer à chanter sur son instrument », Montgeroult donne le moyen : « Le pouce et le 5e doigt de la main gauche tiendront la note pour servir de balancier à la main ».

### Étude 4
Étude en ut majeur. « Pour lier la partie supérieure et détacher la basse ». JD 17, 55 mesures.
Dans les observations, elle donne le but recherché à la main gauche : « afin d'approcher de l'effet du pizzicato d'un instrument à cordes ».

### Étude 5
Étude en mi majeur. « Pour faire entendre un chant dans une batterie ». JD 18, 32 mesures.
Les doigts concernés sont les quatrième et cinquième : « Il faut alors que les doigts se maintiennent sur les notes chantantes, pour en prolonger la vibration, et qu'ils les touchent avec plus de force que les notes d'accompagnement ». 

### Étude 6
Étude en ut majeur. « Étude de main droite pour l'assouplir ». JD 19, 43 mesures.

### Étude 7
Étude en mi mineur. « Étude des deux mains pour qu'elles fassent également bien les traits semblables ». JD 20, 54 mesures.
Une étude inspirée des inventions à trois voix de Bach.

### Étude 8
Étude en la mineur. « Pour mesurer les valeurs sur une batterie par trois ». JD 21, 29 mesures. 
Ici Montgeroult mêle une mélodie binaire sur un accompagnement de triolets.

### Étude 17
En mi-bémol majeur. « Pour une batterie de la main droite portant avec elle un chant ». JD 30, 32 mesures.

### Étude 19
En fa majeur. « Pour prendre une première notion des temps coupés ». JD 32, 38 mesures. 
Ici nous avons un dessin bien connu : il s'agit de celui du prélude en ut qui ouvre Le Clavier bien tempéré. Le but étant que « les deux parties doivent être jouées très liées, et se suivre comme si une seule main les jouait. »

### Étude 20
En ut majeur. « Pour apprendre à toucher les notes avec égalité et fermeté ». JD 33, 52 mesures. 
Ici nous avons un exercice sur le pouce donnant la mélodie, comme plus tard chez Liszt ou Talberg, alors que les autres doigts sont occupés à tisser des accords brisés. Le matériau évoque le God Save the Queen (deux premières mesures) et Au clair de la lune (les deux suivantes).

### Étude 21
En fa majeur. « Pour lier et faire ressortir un chant sur une batterie par sixtes ». JD 34, 69 mesures.

### Étude 25
En sol majeur. « Étude des deux mains, pour leur donner de l'égalité, et faire mouvoir facilement les doigts intermédiaires lorsque le pouce et le petit doigt servent de balancier à la main ». JB 38, 46 mesures. 
Tout comme le no 19, les pianistes reconnaîtront le dessin emprunté au second prélude du Clavier bien tempéré.

### Étude 26
En sol majeur. « Pour bien exprimer le chant d'une batterie par trois ». JB 39, 52 mesures. 

### Étude 28
En mi majeur. « Pour jouer un chant qui porte son accompagnement de la même main ». JD 41, 91 mesures.
En parlant du chant, Montgeroult ajoute dans l'introduction : « L'élève pourra commencer par le lire des yeux pour en connaître le caractère et le développement ; mais il aurait un moyen plus utile à employer ; ce serait de chanter avec la voix la partie supérieure, indiquée par les noires qui composent le chant, en jouant sur le piano la partie de base ; puis enfin, de tâcher d'imiter avec la main droite sur les diverses inflexions que sa voix aurait produites. […] Les doigts qui, dans cette étude, touchent les notes chantantes, ne doivent pas les quitter, afin qu'elle soient très-liées. » Cette invitation à imiter le chant — préoccupation constante chez Montgeroult — cette très belle étude, nous rapproche de Chopin sans ambiguïté.

### Étude 29
En ut mineur. « Pour parcourir le clavier avec netteté ». JD 42, 39 mesures. 
Cette étude est étrangement parente de la 29e des variations en ut mineur, WoO 80 (composées en 1806 et publiées l'année suivante) de Beethoven, dont sont reproduites les deux premières mesures (sur les huit), juste après l’incipit de l'étude 29. La ressemblance est frappante, jusqu'à la tonalité.

### Étude 35
En ut mineur. « Sur les temps coupés. » JD 48, 49 mesures.

### Étude 37
En sol majeur. « Pour aprendre à toucher les notes mêlées dans la partie droite. » JD 50, 20 mesures.

### Étude 38
En la mineur. « Pour bien accorder le chant avec l'accompagnement. » JD 51, 83 mesures.

### Étude 39
En sol mineur. « Étude des deux mains sur les unissons. » JD 52, 59 mesures.
Ce traitement à l'unisson évoque immédiatement le finale de la Sonate no 2 de Chopin, de 1839.

### Étude 41
En mi-bémol majeur. « Étude de batterie chantante par trois ». JD 54, 77 mesures.

### Étude 44
En sol mineur. « Pour accentuer le chant. » JD 57, 55 mesures. 
Parmi les arguments qui peuvent alimenter une datation précoce des études, figurent des éléments techniques purs, tels que l'absence de pédale et l'ambitus réduit utilisé. Cette étude est une réécriture de l’Andantino de la Sonate no 5, opus 2 no 2, publiée vers 1800, c'est-à-dire avant les leçons prises avec Antoine Reicha vers cette même date. 

### Étude 45
En do mineur. « Étude de main droite pour l'habituer à se ployer promptement dans des positions variées pendant un mouvement rapide. » JD 58, 45 mesures.
Boëly reprend un dessin similaire dans son Caprice opus 2 no 19.

### Étude 55
En fa mineur. « Pour mettre rapidement deux doigts sur la même note. » JD 68, 74 mesures.
La formule de la main droite se rapproche du lied de 1823, Auf dem Wasser zu singen D 774, de Franz Schubert.

### Étude 60
En la mineur. « Étude des deux mains pour les balancer avec un parfait équilibre. » JD 73, 235 mesures. 
L'étude 60 est composée de deux parties : d'un Grave puis d'un Vivace, la section Grave concluant la pièce dans une structure A—B—A—B—A.

### Étude 62
En mi-bémol majeur. « Pour apprendre à chanter en se croisant sur la droite ». JB 175, 96 mesures.
Jérôme Bastianelli rapproche cette étude des impromptus de Schubert.

### Étude 65
En mi-bémol mineur. « Pour les temps coupés et les mains croisées. » JD 78, 68 mesures.

### Étude 66
En ut mineur. « Pour les basses faites à contre temps ». JB 79, 96 mesures. 
Cette étude fait partie des sept exemples que donne J. Dorival des similitudes entre Montgeroult et Cramer et de nombreuses autres études dans un tableau consacré au Studio per il pianoforte, opus 55 en 1804 et 1810 et « considéré comme pierre angulaire de la technique pianistique ». Après l'incipit de l'étude 66, viennent les premières mesures de l'étude 37 de Cramer.

### Étude 67
En si majeur. « Pour une exécution large quoique dans un mouvement vif et parcourant le clavier ». JB 80, 60 mesures.

### Étude 68
En ut majeur. « Pour passer successivement dans des tons difficiles ». JB 81, 176 mesures. Les dernières mesures de l'étude.

### Étude 74
En ut mineur. « Étude de main gauche sur les octaves ». JB 87, 209 mesures. Ce vaste mouvement adopte la forme sonate, mais très personnel, puisqu'elle change la place de la réexposition du second thème et sa tonalité, ce qui la rapproche plus des postclassiques, tel Schubert, que des classiques proprement dit.

### Étude 75
En mi majeur. « Pour faire entendre le chant sur un accompagnement très obligé ». JB 88, 57 mesures.

### Étude 89
En la-bémol mineur. « Pour la difficulté du ton ». JB 102, 85 mesures.

### Étude 92
En sol mineur. « Pour leur donner de l'extension ». JB 105, 78 mesures. Juste après, l'étude no 25 de Cramer usant du même dessin.

### Étude 94
En fa mineur. « Pour les suites de tierces dans un mouvement vif ». JD 107, 40 mesures.

### Étude 96
En la majeur. « Pour un chant accompagné de toutes les notes composant son harmonie ». JB 109, 59 mesures.

### Étude 100
En si-bémol mineur. « Pour obtenir l'égalité des deux mains répétant le même trait dans un mouvement vif ». JD 113, 75 mesures.

### Étude 101
En ut-dièse majeur. « Pour la difficulté du ton ». JD 114, 81 mesures.

### Étude 102
En sol majeur. « Pour les doubles notes à différents intervalles ». JD 115, 119 mesures.

### Étude 103
En fa dièse mineur. « Pour l’accord des deux mains contrarié par le mouvement des parties ». JD 116, 74 mesures.

### Étude 104
En sol-dièse mineur, « pour la difficulté du ton dans un mouvement agité ». JD 117, 134 mesures. 
Il s'agit de l'étude « qui fait penser à Brahms […] notamment au premier mouvement de sa Symphonie n° 4. La manière de fractionner la mélodie est semblable. C’est l’une des études les plus surprenantes de modernité,. »
Dans ses observations, Montgeroult ajoute une remarque qui oppose la note et la phrase et conseille d'y remédier en ayant « en pensée la phrase entière au moment où on la commence. Ce seul procédé donnera nécessairement au jeu, dans cette étude, l'accélération que le caractère de la musique indique ». Ce passage évoque la phrase de Bach, où il distingue les musiciens parce qu'ils commencent à jouer en sachant où ils vont.

### Étude 105
En fa mineur. « Pour mettre en action le nerf des deux mains ». JD 118, 31 mesures.

### Étude 106
En si majeur. « Étude des deux mains, qui doivent chacune faire une partie de chant et d'accompagnement ». JB 119, 86 mesures. 
La « parenté » de style est ici reliée, encore une fois, à Brahms, plus précisément l'une de ses toutes dernières œuvres, le Prélude de choral, opus 122 no 5 sur « Schmücke dich, o liebe Seele » (Orne-toi, ô chère âme), composé en 1896, dont l'incipit est reproduit à la suite de l'Étude de Montgeroult qui est à quatre voix, alors que Brahms est à trois voix. Le rapprochement est également fait avec l'étude no 41 de Cramer.

### Étude 107
En ré mineur. « Pour donner à la main gauche de la rapidité dans un trait continu. » JD 120, 58 mesures. 
Cette étude « fait inévitablement penser à l’Étude « révolutionnaire » (op. 10 no 12) de Chopin, écrite au moins vingt ans plus tard, mais elle est beaucoup plus concise. […] Une bourrasque de cinquante-huit mesures. »,. L'étendue du pianoforte étant de deux octaves en moins, l'ambitus utilisé ici est moindre. Une pièce de son élève spirituel, Boëly, concurrence également le Polonais : l'étude 10 de l'opus 13, composée le 28 juillet 1830. Dorival rapproche également cette étude d'une de Johann Baptist Cramer, volume 1, étude no 16.

### Étude 108
En ré majeur. « Étude à quatre parties pour faire marcher les deux mains constamment ensemble en liant toujours ». JB 121, 46 mesures.

### Étude 109
Étude en mi majeur. « Étude des deux mains pour faire le tremendo ». JD 122, 144 mesures.

### Étude 110
En la majeur. « Pour chanter d'un style large ». JB 123, 74 mesures. Une sorte de Nocturne avant la lettre. L’imprécision de date de parution du Cours complet, permet malgré tout de partager entre la Marquise et John Field l'invention du genre, puisque ceux de l'Irlandais paraissent en 1812, également dépourvus de titre.

### Étude 111
En sol majeur, « pour réunir l'expression à la vitesse ». JD 124, 126 mesures. Merveilleuse étude au dramatisme évoquant Mendelssohn dont l'agitation est qualifié « d'haletante » par la compositrice. Le thème est énoncé piano, puis un crescendo aboutit à un climax en accords répétés à la main droite pendant que la main gauche en octave dévale dans le grave. Les indications de nuances s'enchaînent ensuite, alternant avec le soudain piano du thème et les cris forte des notes aiguës sur leur sombre basses d'octaves. Dans la coda la basse s'entête sur la dominante en contre-temps.

### Étude 112
En mi-bémol majeur. « Étude des deux mains pour les faire marcher ensemble ». JD 125. 
L'étude est presque une sonate en trois mouvements (articulée en cinq sections au poids de plus en plus important en nombre de mesures : 25, 21, 37, 50, 111), où la compositrice étudie les différents types de points d'orgue. Les incipit du premier et du dernier, évoquent le Schumann côté Florestan, à la fois passionné, virevoltant et fantasque. 

### Étude 113
En fa majeur. « Étude des deux mains pour les faire marcher ensemble ». JD 126, 95 mesures.

### Étude 114
En fa mineur. « Pour l'emploi des pédales ». JD 127, 166 mesures.

## Éditions modernes
- 14 dernières études pour piano (nos 101 à 114), édition critique, éditions du Petit Page, 2005. Édition et préface de Jérôme Dorival.
- Pièces romantiques pour piano (Études nos 62, 66, 99, 101, 104, 106, 107, 111, 114), cahier 1, éditions Symétrie, 2006. Édition et préface de Jérôme Dorival[53]
- Cours complet pour l’enseignement du forte-piano, cahier 1, études 1 à 10, Lyon, Éditions Modulation, 2014. Édition et préface de Jérôme Dorival.
- Études nos 7, 8, 17, 19, 21, 26, 28, 29, 35, 37, 38, 41, 55, 60, 62, 65, 66, 89, 99, 101, 104, 106, 107, 110, 111, 114, Éditions Modulation, 2017. Édition de Jérôme Dorival.

## Discographie
- La Marquise et la Marseillaise : Études nos 3, 62, 66, 99, 101, 104, 106, 107, 111, 114, Fantaisie, Sonate no 9 & Fugue. Bruno Robilliard, piano (2005, Hortus HOR048)[54] (OCLC 743126488)
- À la source du piano romantique : Études nos 7, 51, 75, 77, 97, 99, 110, 112, Sonate no 8, Nicolas Stavy, piano (31 mai/1-3 juin 2008, Hortus HOR058)[55] (OCLC 747236049).
- Études nos 7, 17, 19, 26, 28, 37, 55, 65, 66, 104, 106, 107 ; et Sonate en fa mineur no 9, Fugue no 1 en fa mineur, Thème varié dans le genre moderne - Edna Stern, piano Pleyel de 1860 du Musée de la Musique, Paris (2017, Orchid Classics ORC100063) (OCLC 981866344).
- Études nos 37, 36, 35, 34, 28, 26, 38, 41, 51, 53, 52, 55, 66, 62, 65, 67, 74, 89, 82, 97, 99, 100, 101, 103, 106, 104, 107, 110, 111 – Clare Hammond, piano (17–20 décembre 2021, SACD BIS SACD-2603) (OCLC 1346994540)